# طاحونة مطرقية

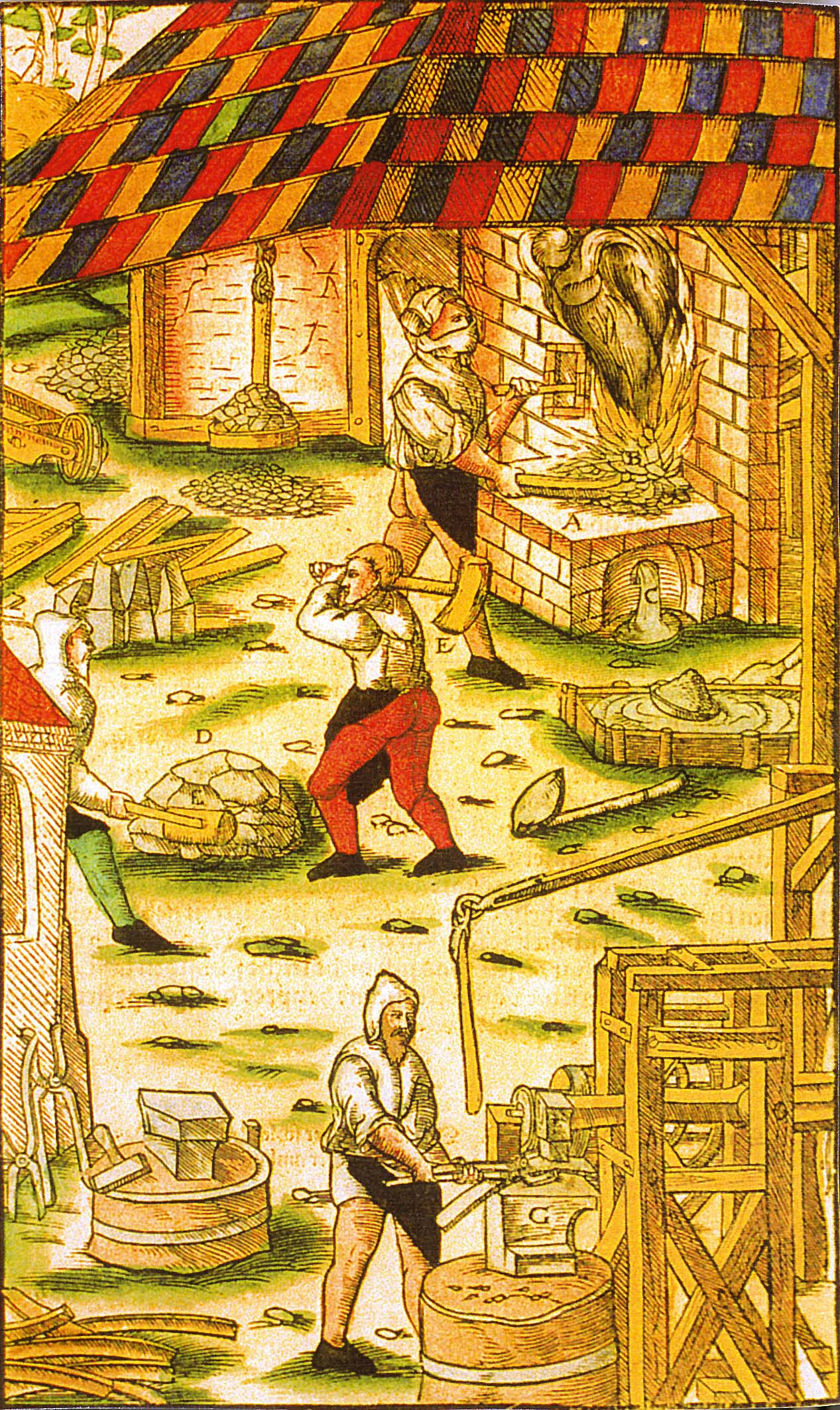
الطاحونة المطرقية، يظهر في الخلفية هي فرن الحديد الخالص، وأمامه عملية إزالة الزغل. أما في المقدمة القريبة، يتم تطريق الإزهار تحت المطرقة.

الطاحونة المطرقية أو مطحنة المطرقة أو الكسارة المطرقية (بالإنجليزية: Hammer mill)، هي ورشة عمل في مرحلة ما قبل العصر الصناعي كان يتم استخدامها عادة لتصنيع الحديد المطاوع والمنتجات أو الأدوات الزراعية أو التعدين في بعض الأحيان أو الأسلحة العسكرية. في الطواحين المطرقية يتم تكسير الجُزء بواسطة مجموعة من المطارق المثبتة إلى جزء القرص الدوار، يتم تحريك عمود المطرقة، أو «المقود»، في المنتصف، ويتم رفع رأس المطرقة بفعل الحدبات الموضوعة على عمود دوار مما أدى بشكل دوري إلى خفض نهاية العمود. وجه المطرقة مصنوع من الحديد لقوة التحمل.